# マーティン・ハルニック
マーティン・ハルニック（Martin Harnik, 1987年6月10日 - ）は、西ドイツ・ハンブルク出身のサッカー選手。ポジションはFW。オーストリア代表。日本語ではマルティン・ハルニクとの表記も見受けられる。
2007 FIFA U-20ワールドカップで4位という好結果を残したオーストリア代表チームの主力メンバー。
ドイツ育ちのオーストリア代表選手。ドイツ国籍の母とオーストリア国籍の父を持ち、両国籍を取得している。オーストリアではまだ一度も暮らしたことが無く、北ドイツの方言を話すため、オーストリア代表チームでは「ドイツ人」と呼ばれている。

## 経歴

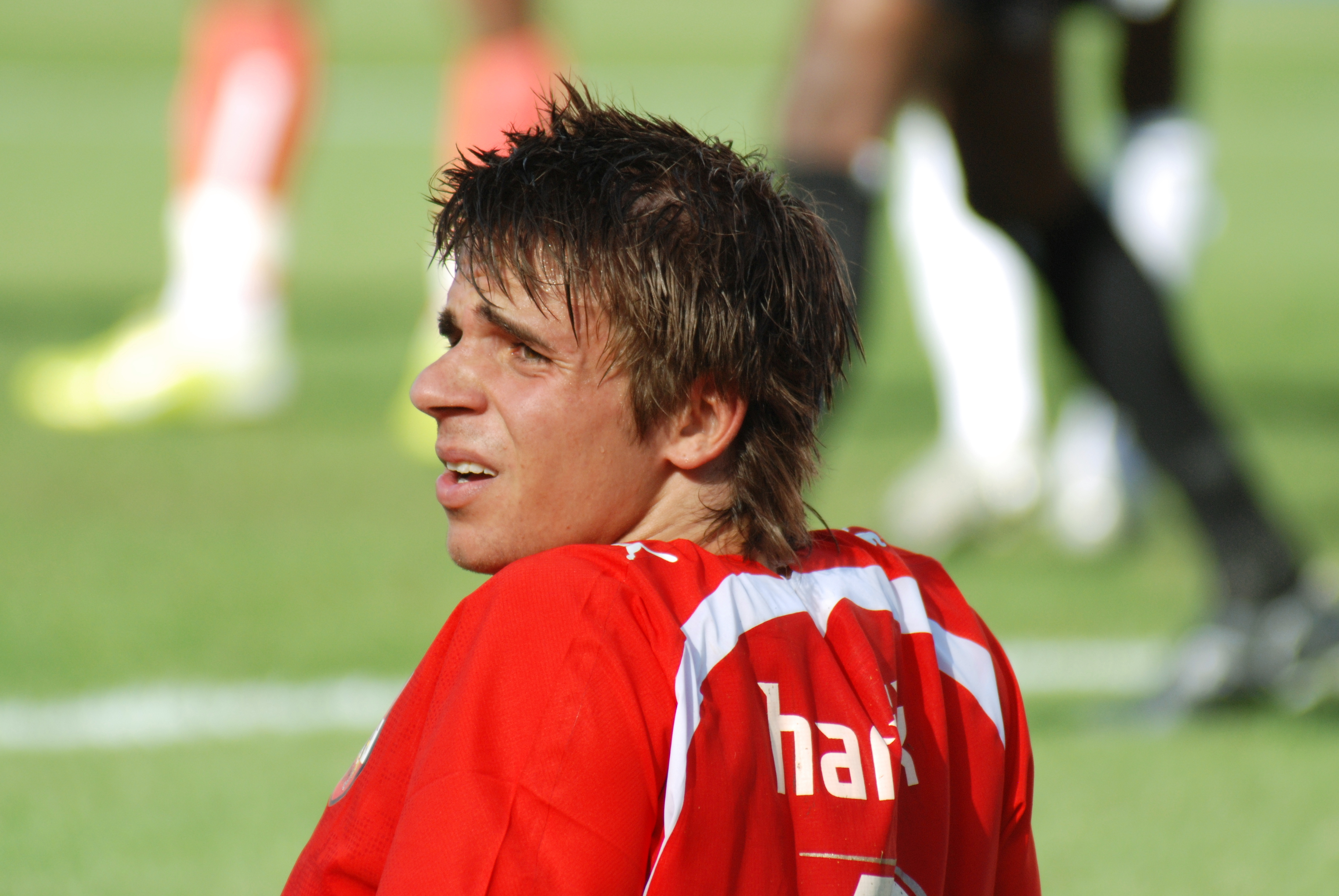
U-20オーストリア代表でのハルニック（2007年）

ハンブルク郊外のアマチュアクラブから18歳でドイツのヴェルダー・ブレーメンに移籍。サテライトチームでの活躍が認められ、20歳でトップチームに昇格。プロチームでの初の公式戦がUEFAチャンピオンズリーグ本大会のディナモ・ザグレブ戦というところにもヴェルダー・ブレーメンのトーマス・シャーフ監督の期待が現れている。またドイツ・ブンデスリーガでのデビュー戦では、出場8分で初得点を決めるなど見事な活躍を見せている。
ドイツサッカー協会が自国代表にハルニックを得るためにアプローチしたが、本人は悩んだ結果オーストリア代表を選択。その後、オーストリア代表ではU19、U21、A代表に選出され、全カテゴリーで得点を記録する。またA代表でのデビュー戦（2007年8月22日、チェコ戦）でも出場時間僅か6分で同点ゴールを決めている。
2010年5月13日、7月にVfBシュトゥットガルトへ完全移籍することが発表された。日本代表の岡崎慎司の逆サイドとなる右サイドハーフでレギュラーポジションを獲得し得点力を見せつけている。2016年6月、契約満了によりシュツットガルトを退団した。その直後に恩師のフェリックス・マガト率いる中国超級リーグの山東魯能足球倶楽部へ移籍するためのメディカルチェックを受けに訪中したが、中国の環境汚染を理由に破断となった。
2016年7月、ハノーファー96へフリーで移籍。
2018年5月25日、古巣のヴェルダー・ブレーメンへ完全移籍。契約の詳細については非公開となった。
2019年9月2日、2. ブンデスリーガ所属のハンブルガーSVへ1年間の期限付きで移籍した。
2020年10月4日、所属元のヴェルダー・ブレーメンと契約解消で合意し、退団したことが発表された。

## 獲得タイトル

### 代表
- 2007 FIFA U-20ワールドカップ　4位　（2007）

### クラブ
ヴェルダー・ブレーメン
- DFBポカール：2008-09